# Panagía Gorgoepíkoös
A Pequena Metrópole (grego: Μικρή Μητρόπολη), formalmente a Igreja de Santo Eleftherios (em grego: Άγιος Ελευθέριος) ou Panagia Gorgoepikoos (em grego: Παναγία Γοργοεπήκοος; romaniz.: Panagia quem atende rapidamente as solicitações), é uma igreja Bizantina situada na Praça Mitropoleos, próxima da Catedral Metropolitana de Atenas (a "Grande Metrópole").

## História e data
A igreja foi construída sobre as ruínas de um antigo templo dedicado à deusa Eileithyia. Foram propostas várias datas para a sua construção, desde o século IX, sob a imperatriz Irene de Atenas, até ao século XIII. Até recentemente, a visão comum entre os estudiosos, especialmente na Grécia, atribuía-a à posse de Miguel Coniates como Metropolitano de Atenas, na viragem do século XIII. No entanto, a Pequena Metrópole difere consideravelmente de outras igrejas bizantinas do mesmo período em Atenas e, na verdade, noutros lugares; embora siga o estilo típico cruz inscrita, é, exclusivamente, quase inteiramente construída com spolia reutilizada de edifícios anteriores, que vão da Antiguidade Clássica ao século XII ou mesmo XIII, o que dificulta a atribuição de uma data anterior da construção.

## Galeria

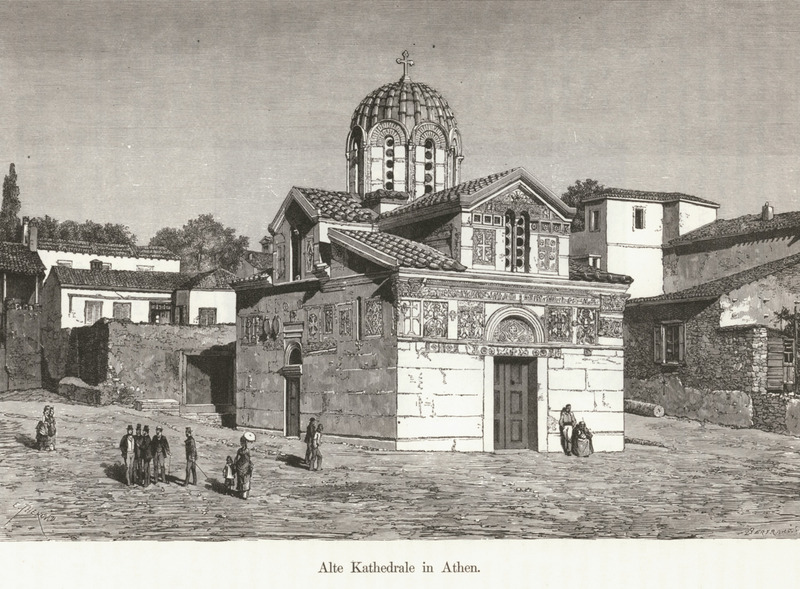
Esquisso de 1887
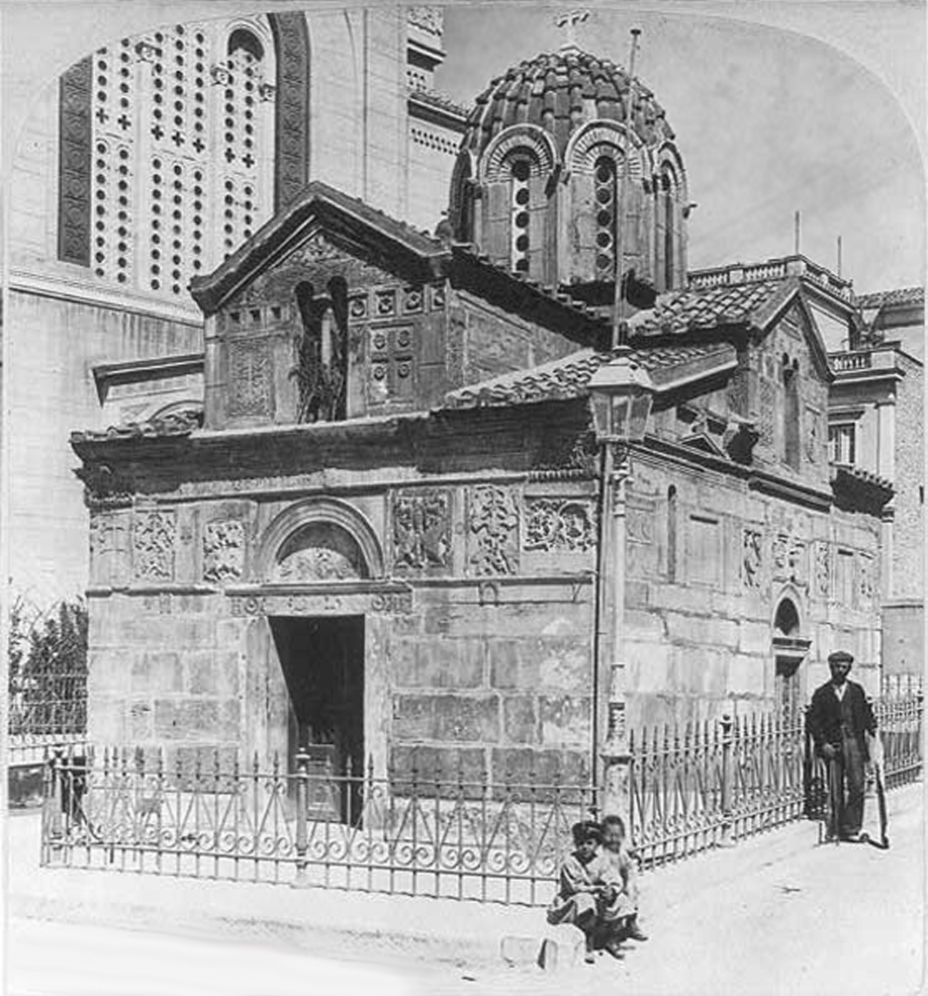
Foto de 1901
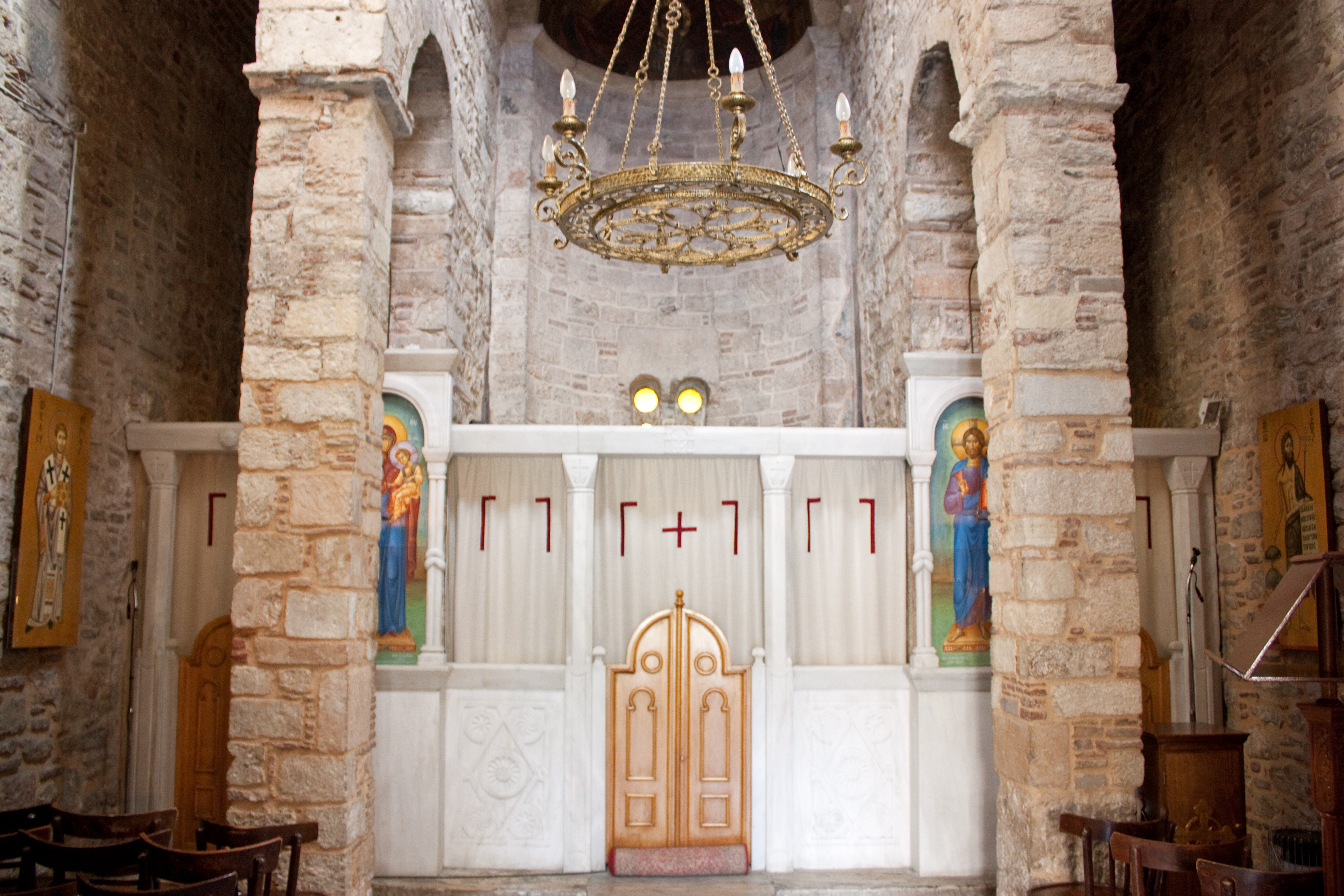
Interior
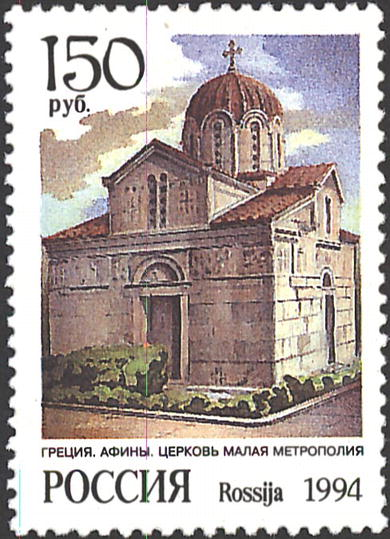
A igreja num selo russo de 1994
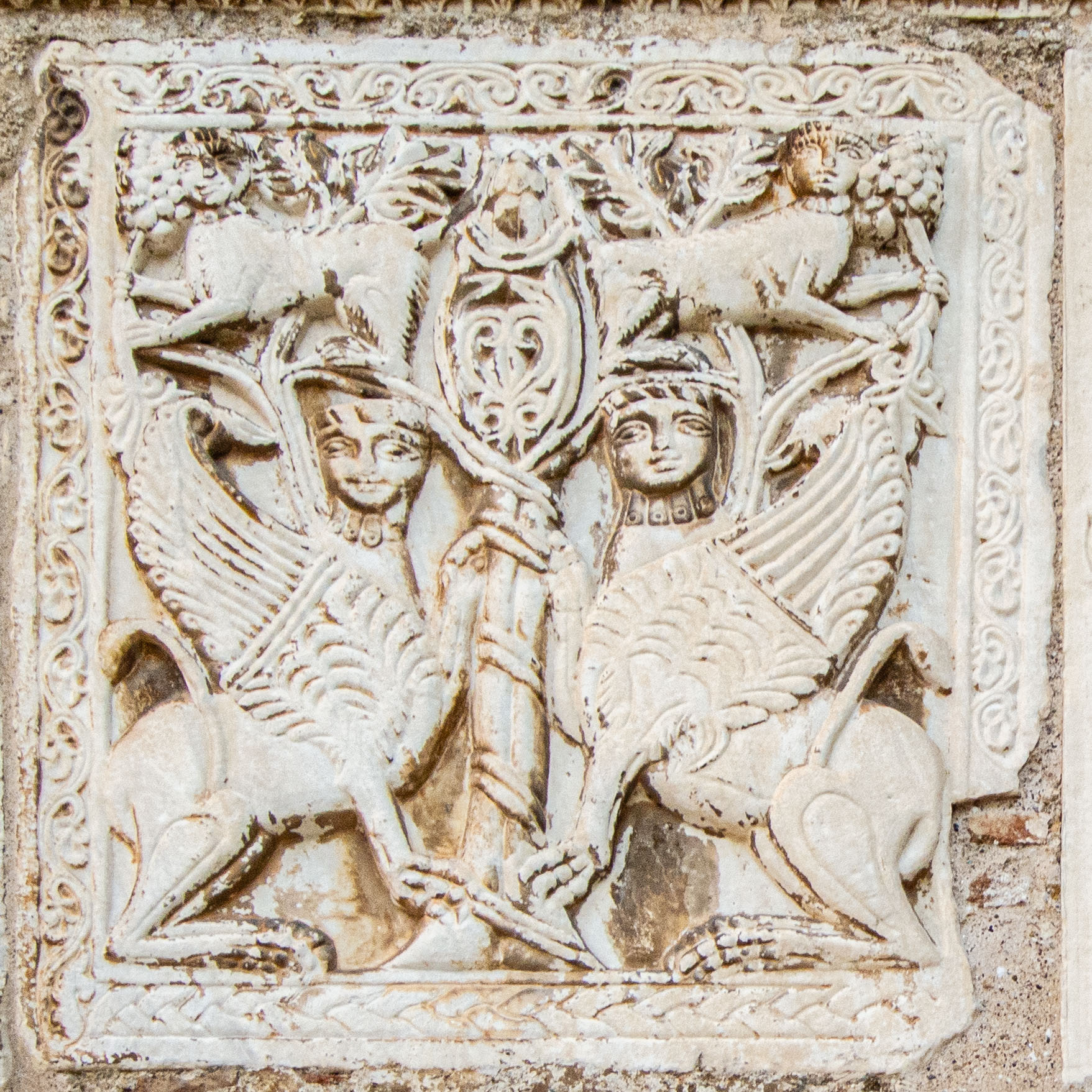
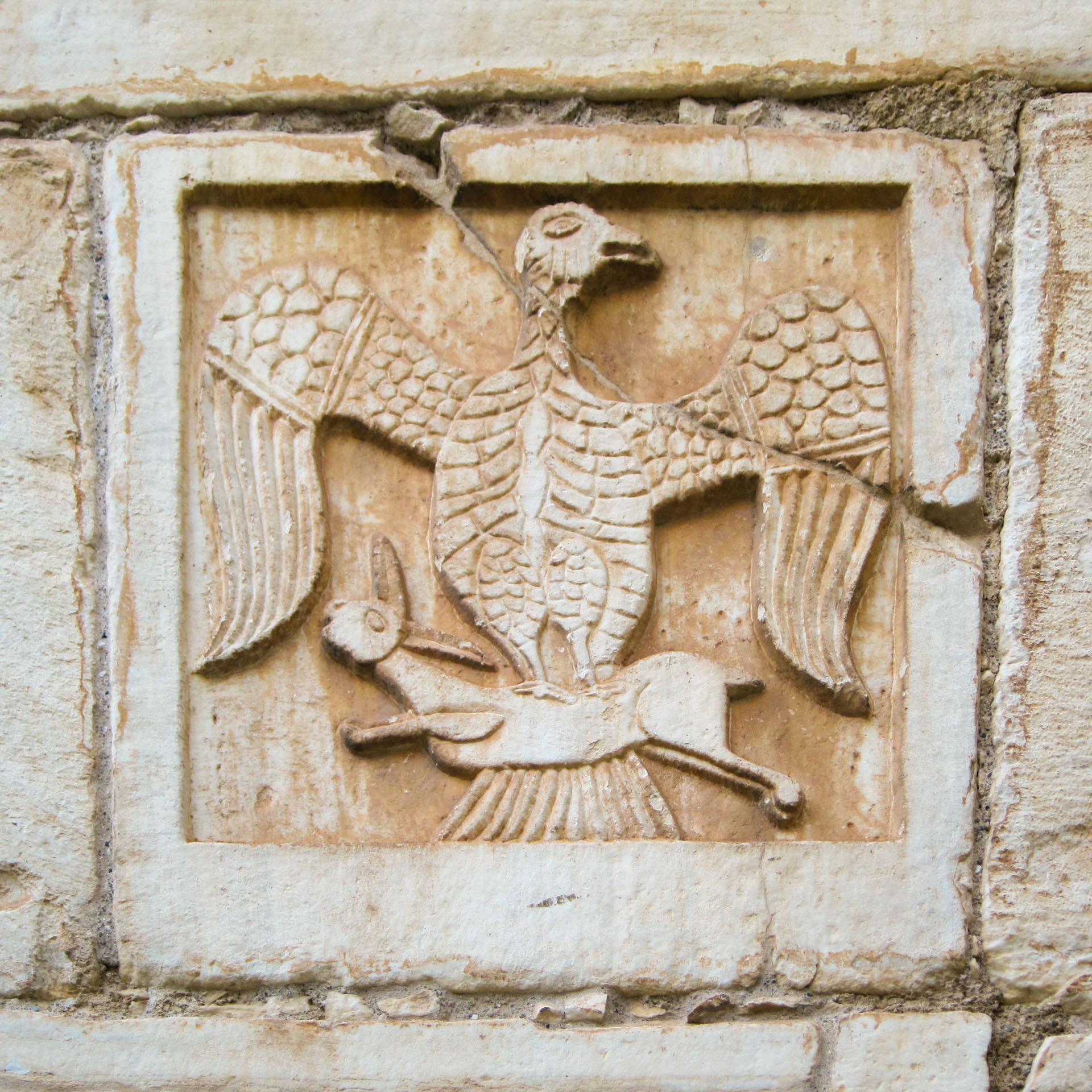
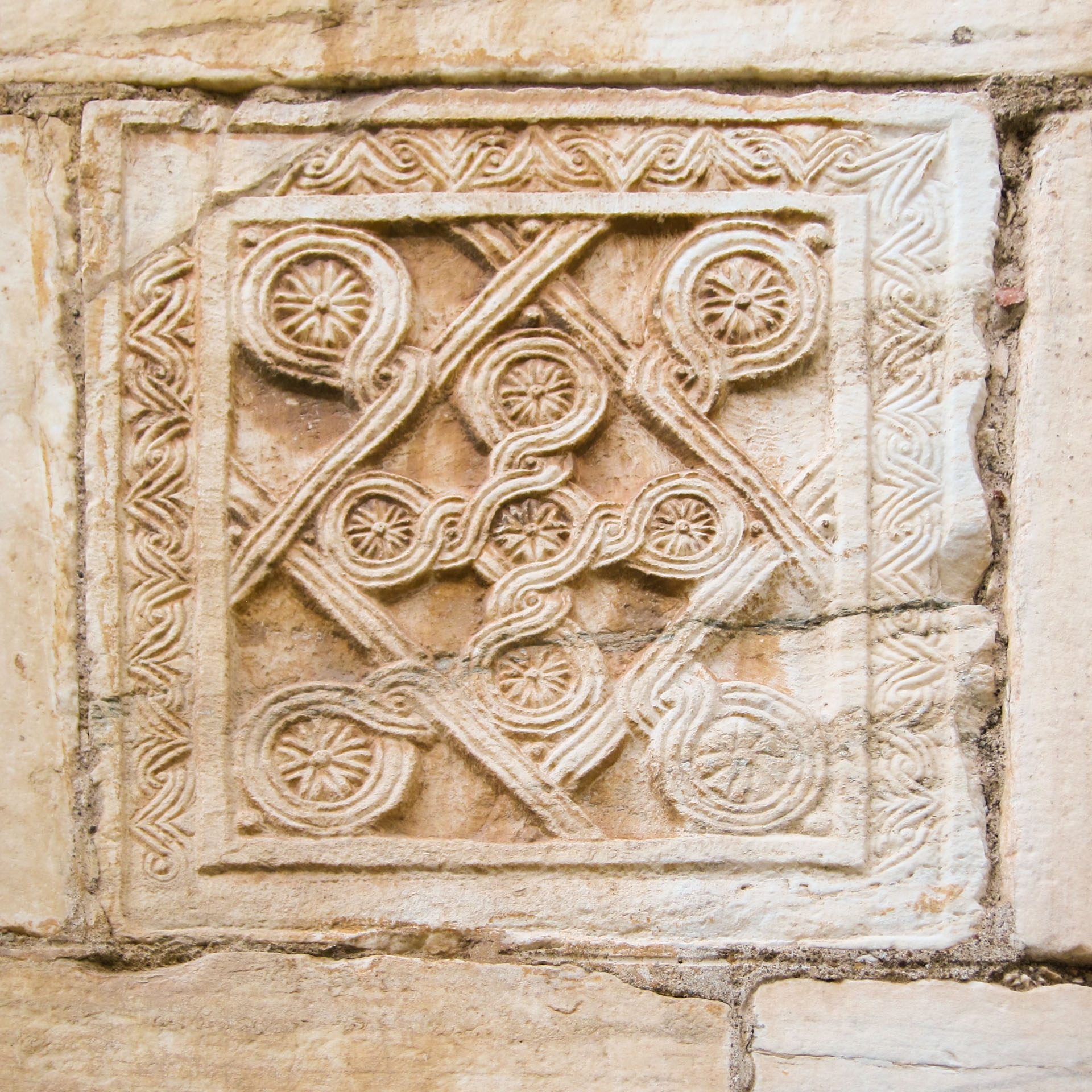
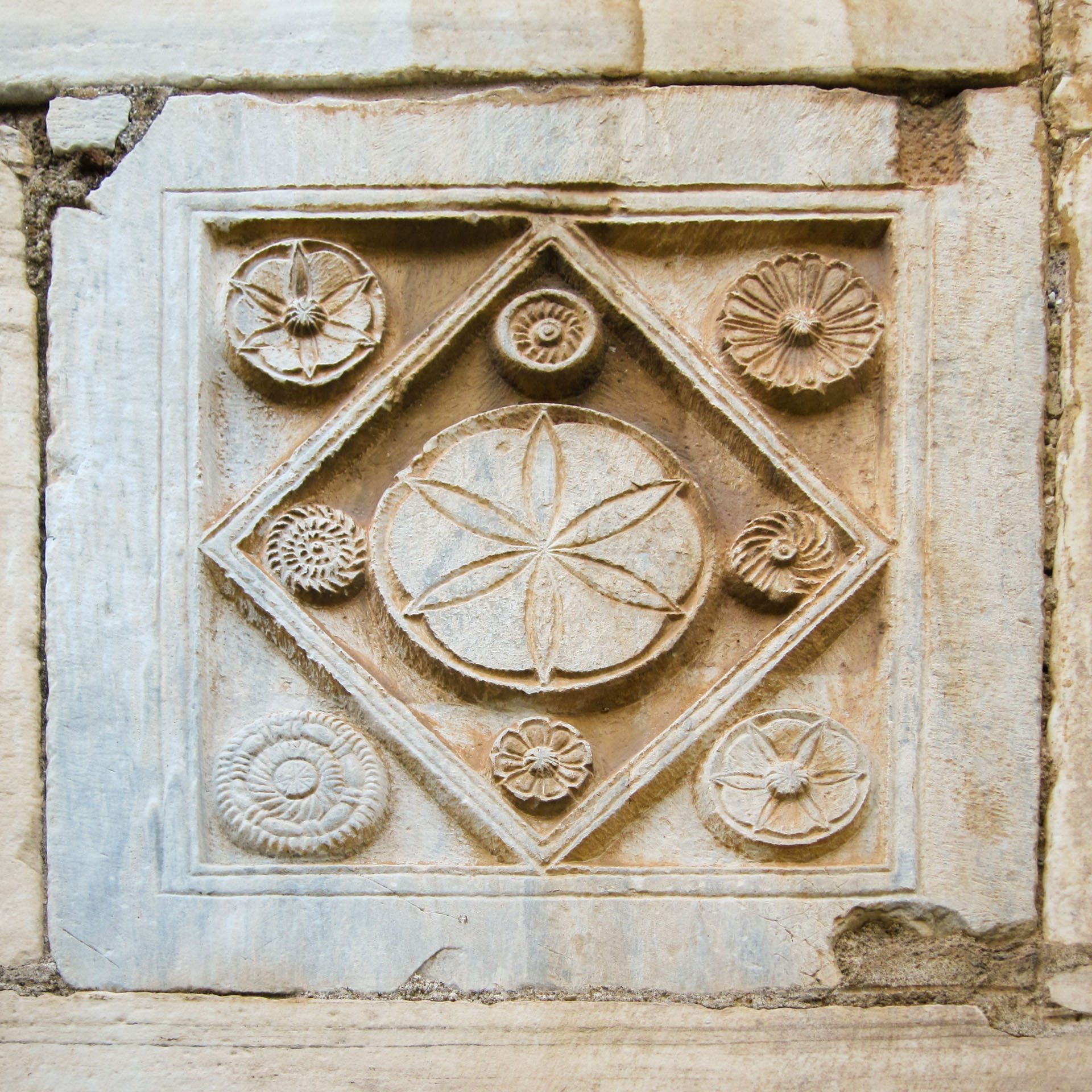
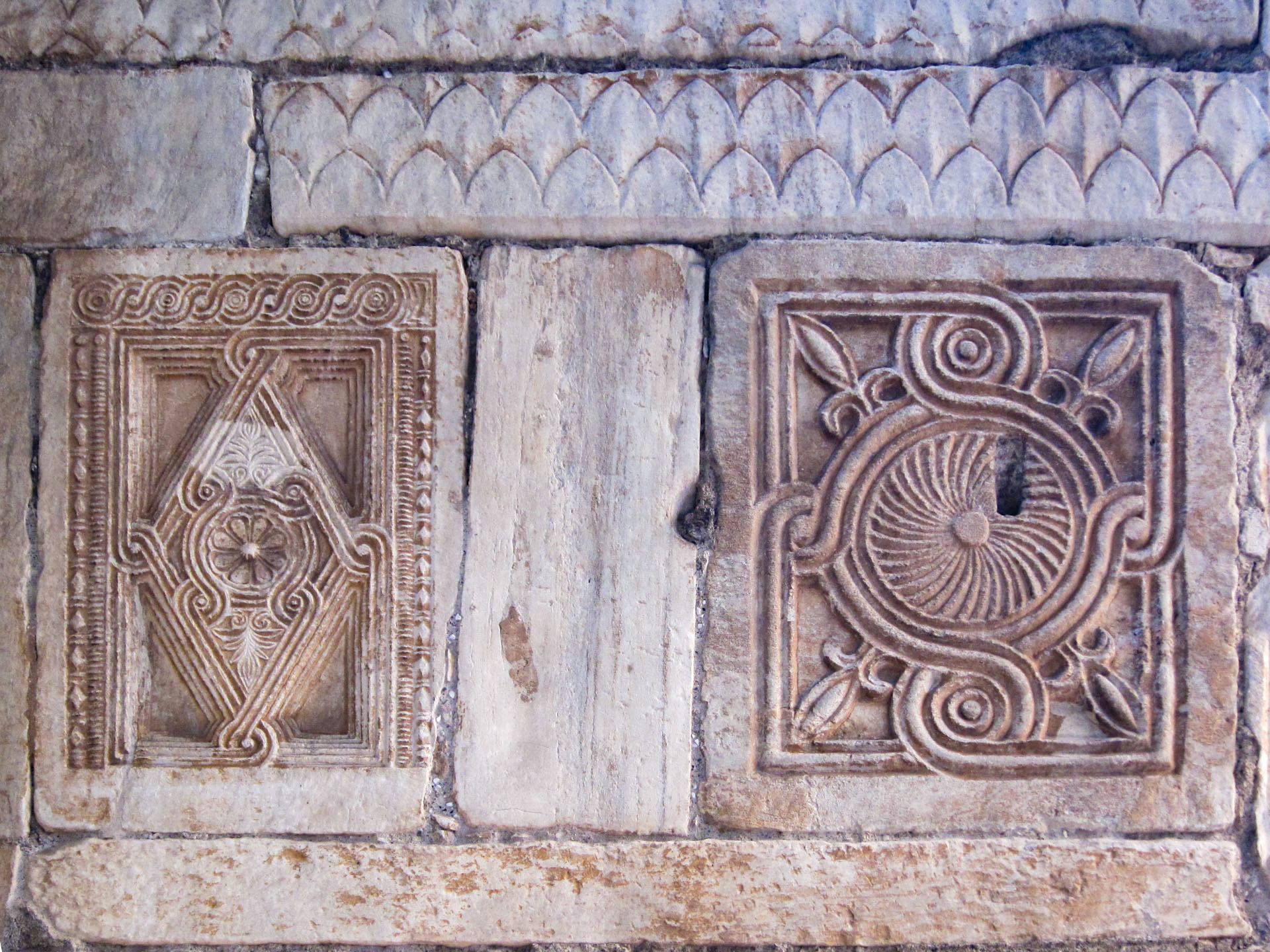
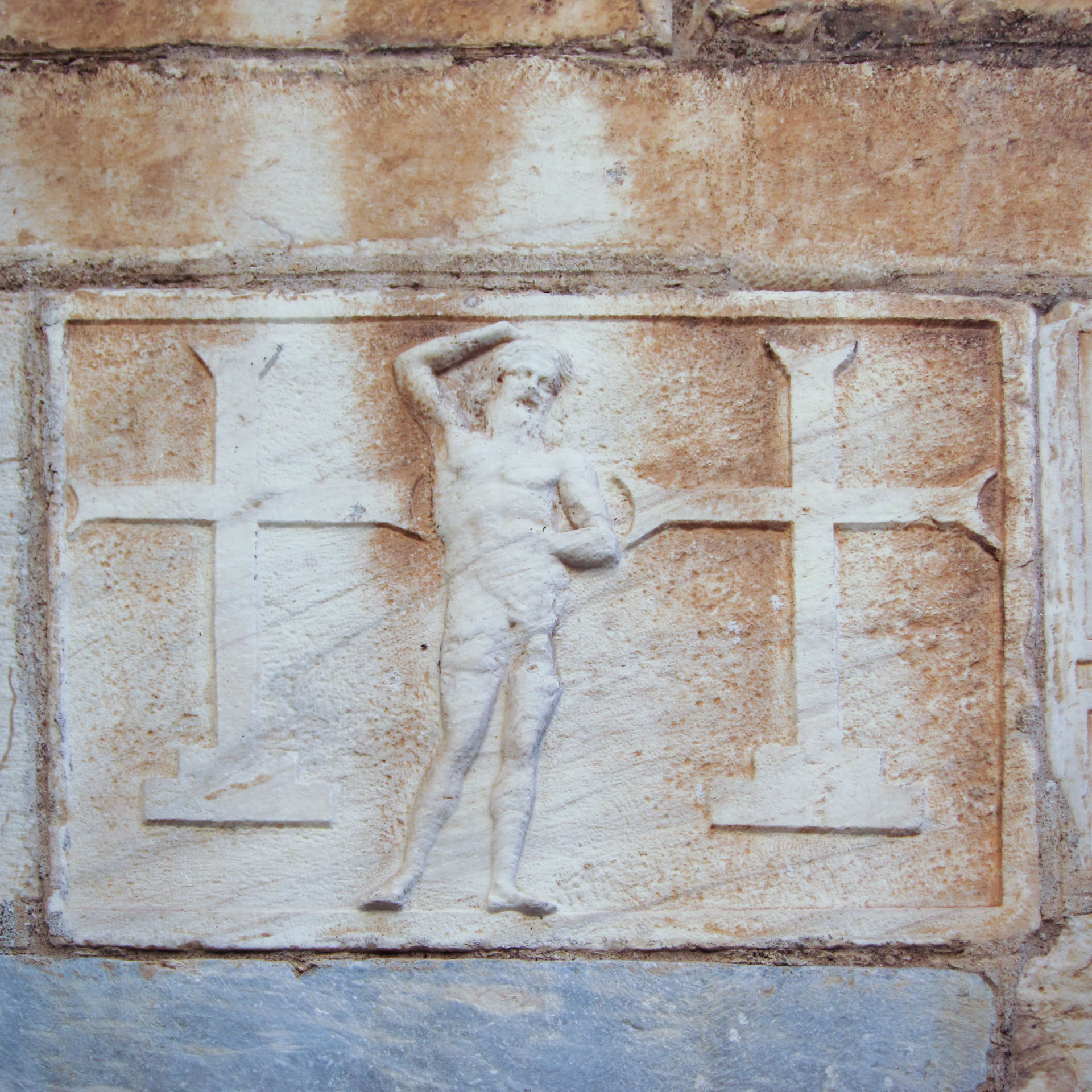
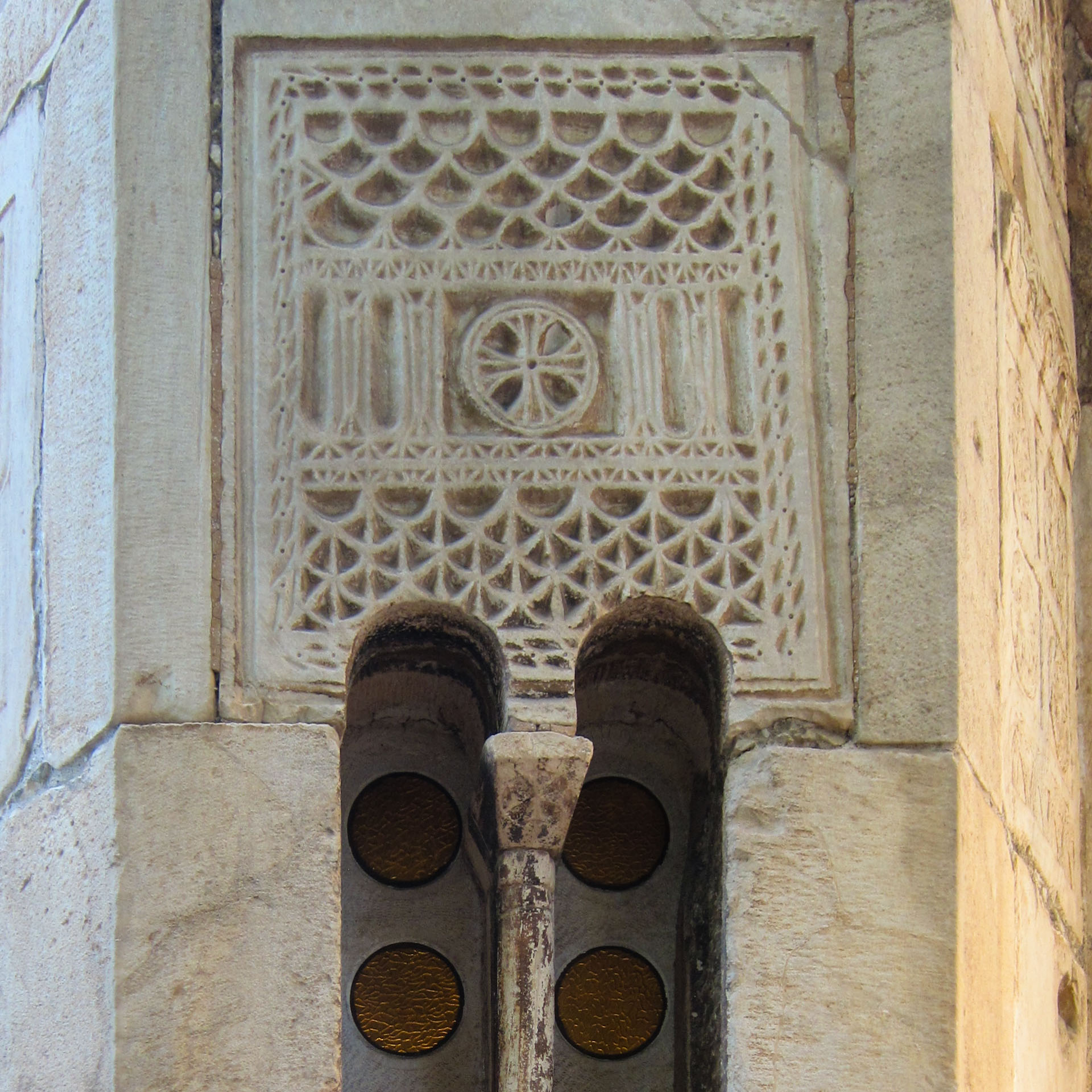
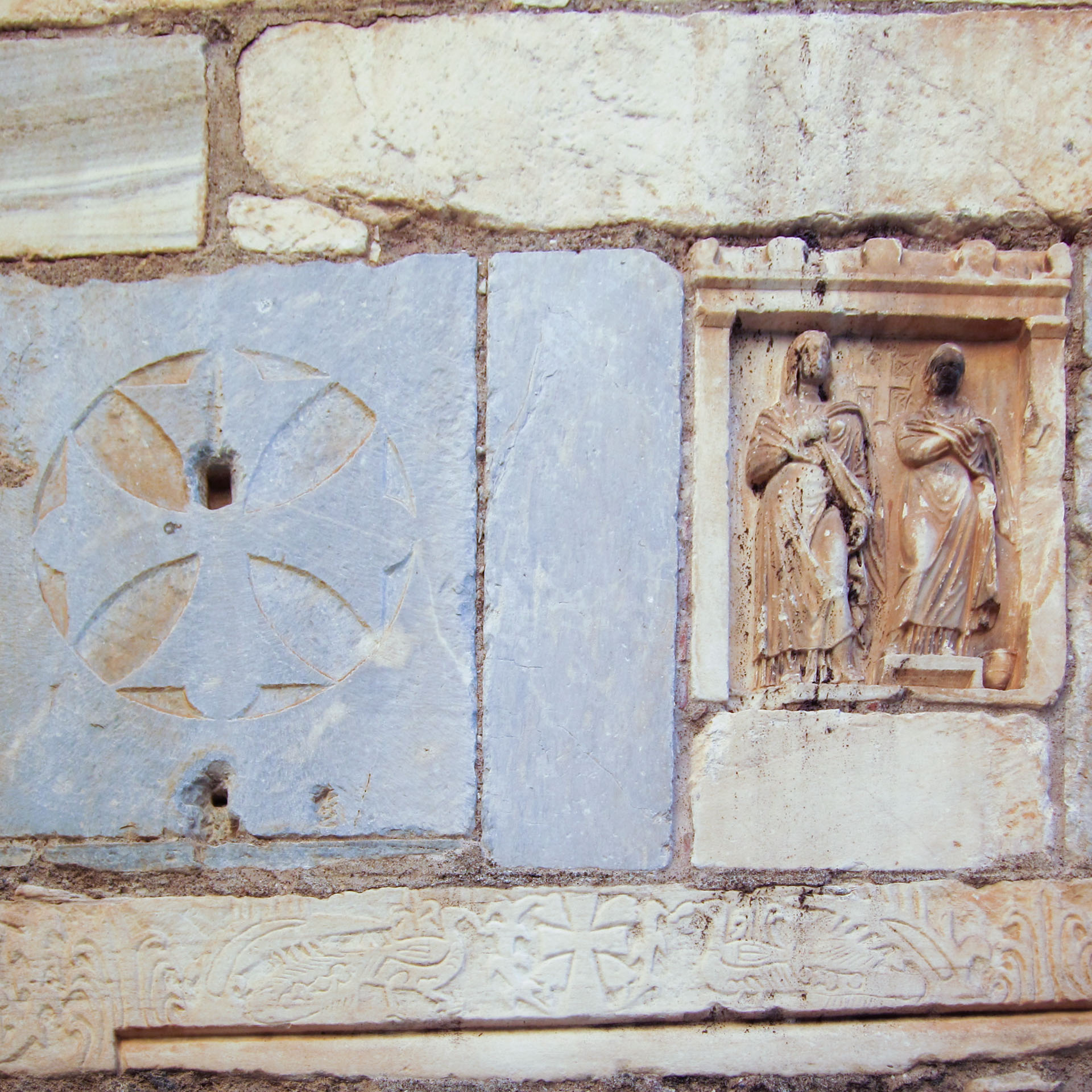
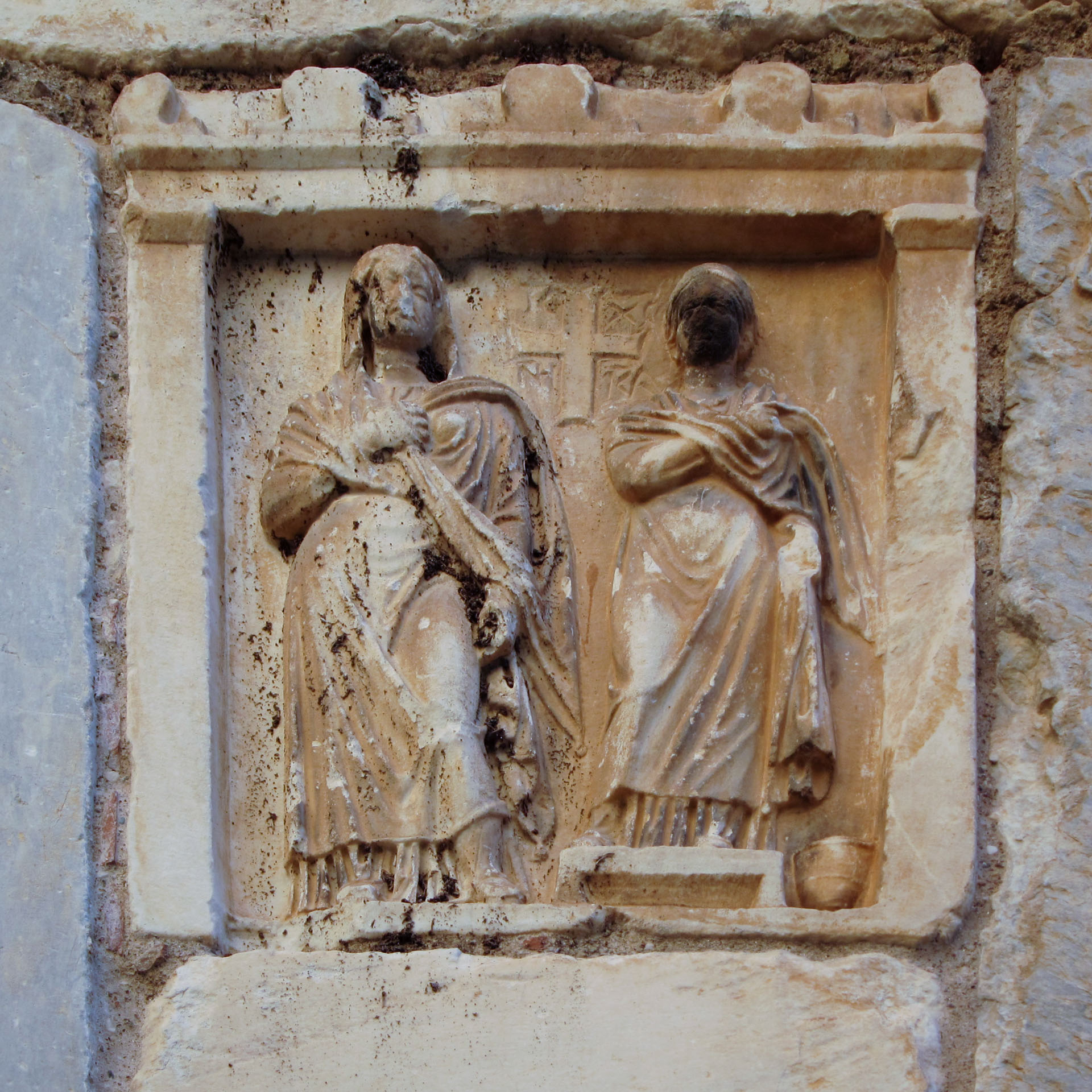
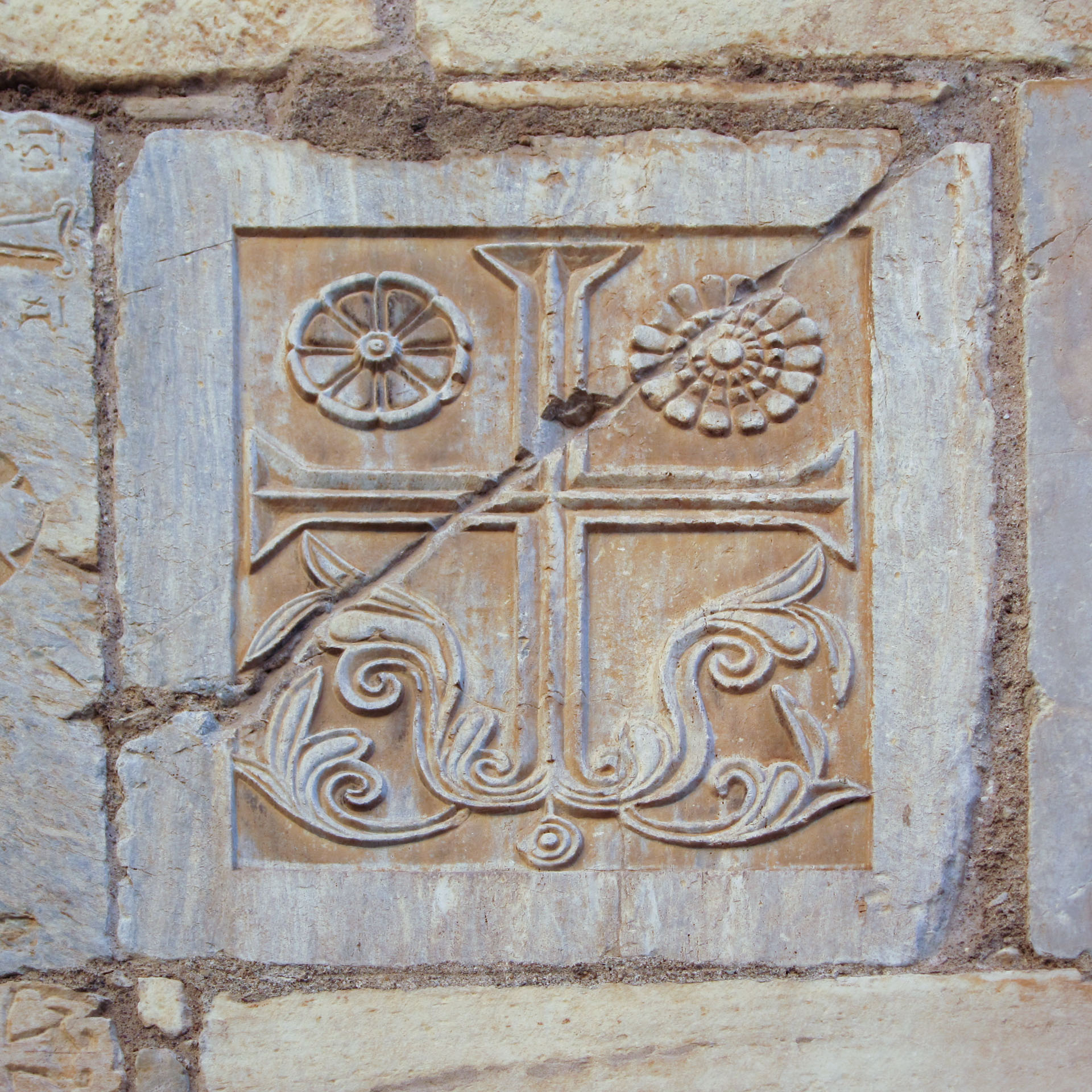
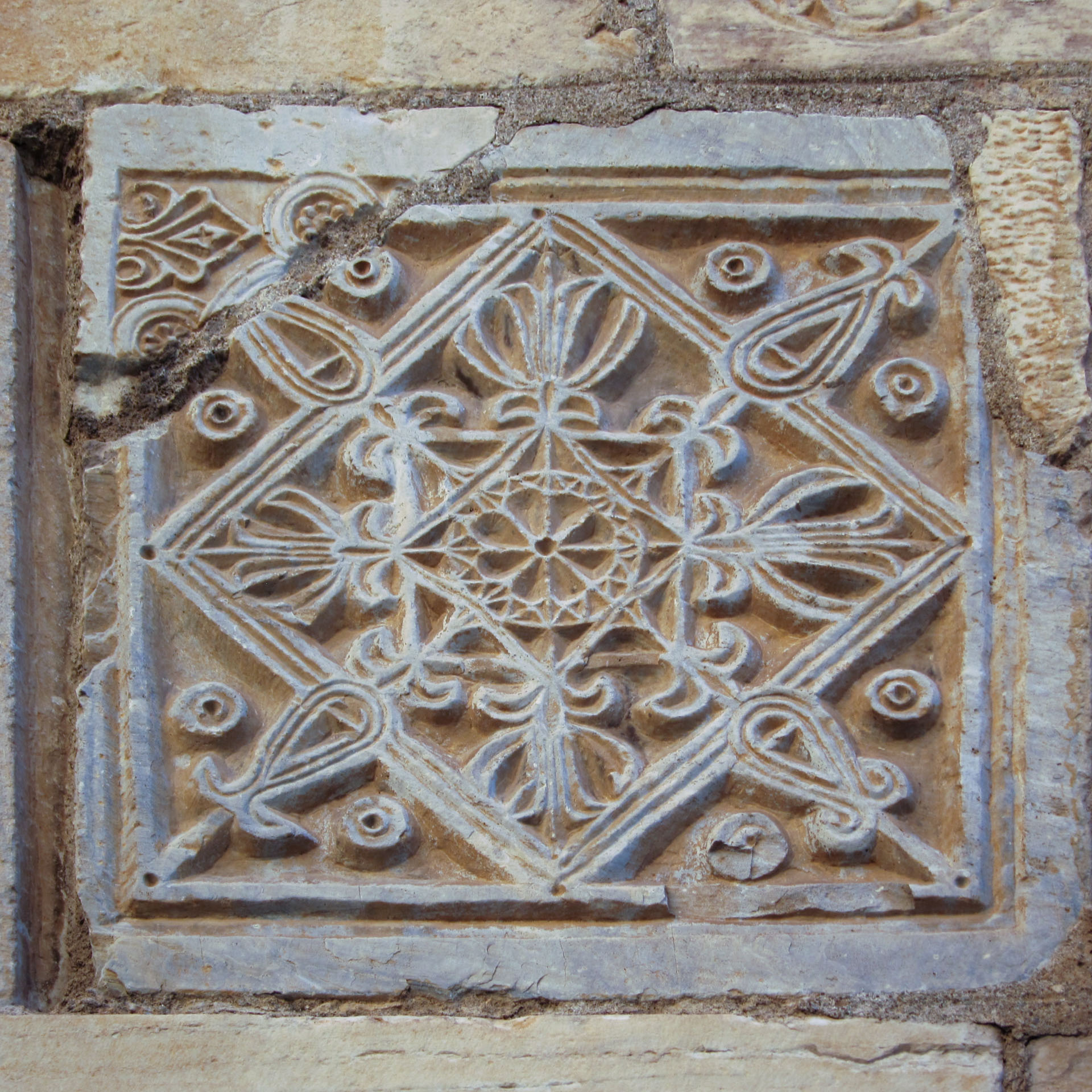
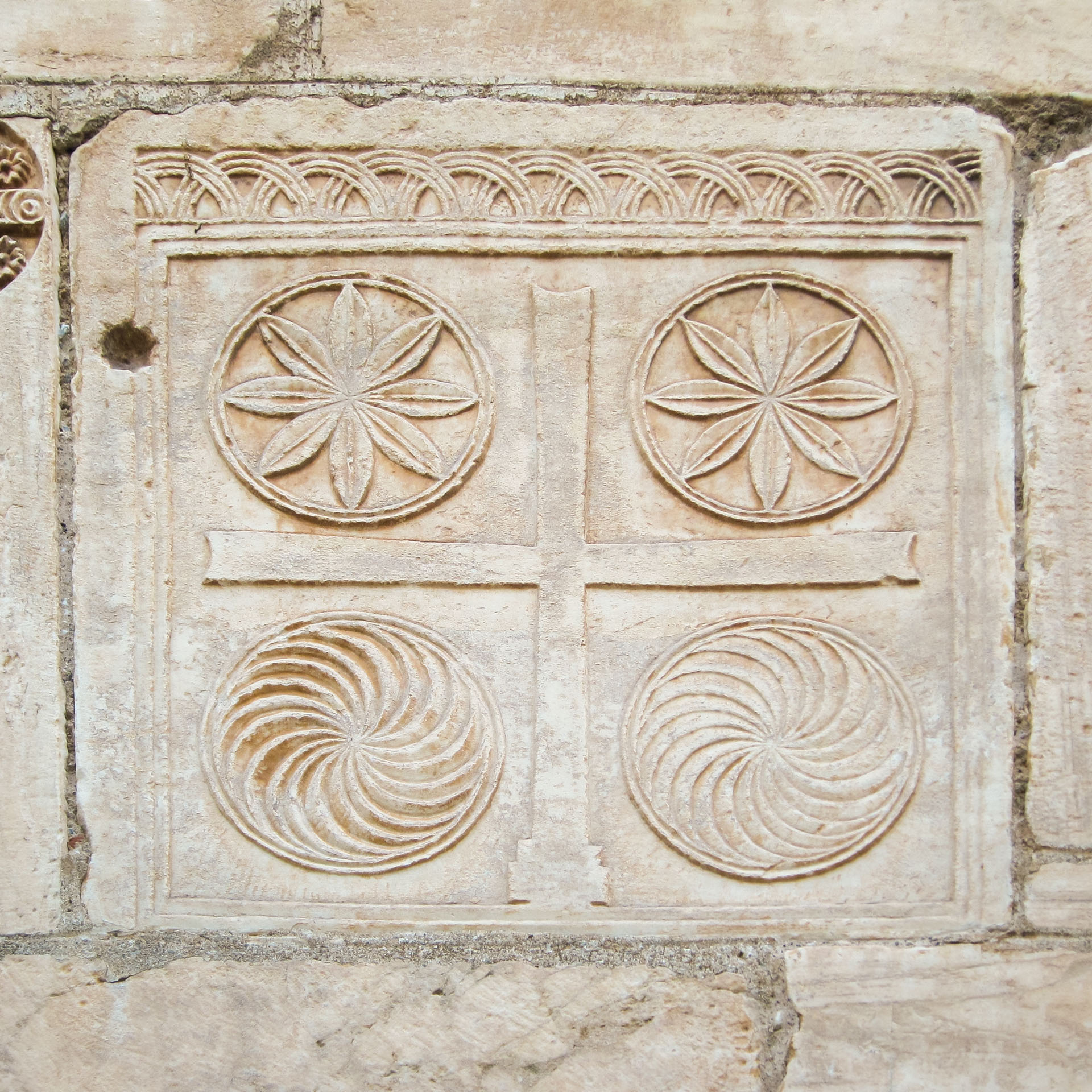
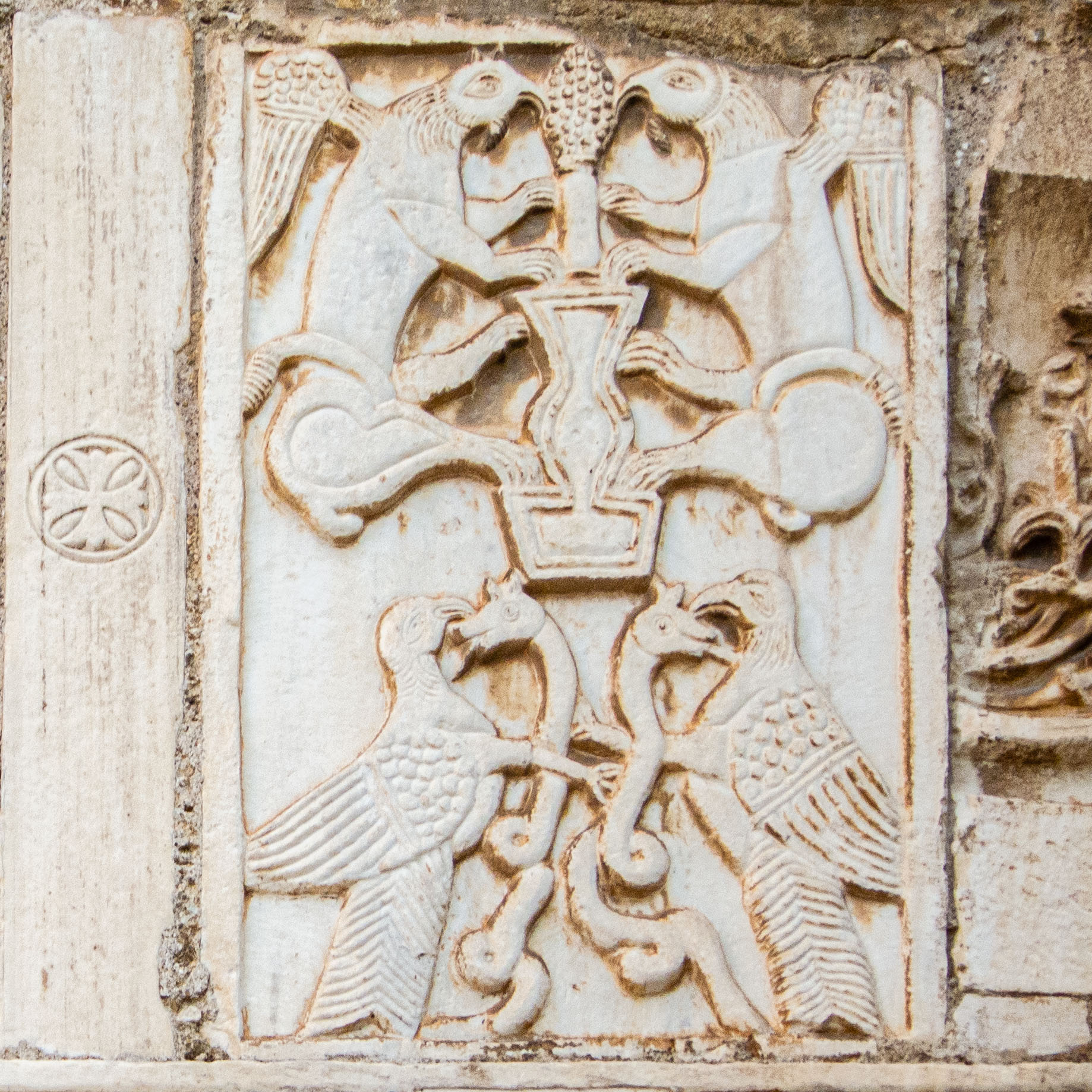

## Sources
Media relacionados com Panagía Gorgoepíkoös no Wikimedia Commons
- Freely, John (2004). Strolling through Athens: Fourteen Unforgettable Walks through Europe's Oldest City. [S.l.]: Tauris Parke Paperbacks. ISBN 978-1-85043-595-2
- Kiilerich, Bente (2005). «Making Sense of the Spolia in the Little Metropolis in Athens». Arte Medievale. New Series. IV (2): 95–114